# Постумий Лампадий
Постумий Лампадий (лат. Postumius Lampadius) — западноримский политический деятель первой половины V века.
Лампадий происходил из италийского города Капуя. Известно, что в какой-то момент своей карьеры он занимал должность консуляра Кампании. Между 403 и 408 годом Лампадий находился на посту префекта Рима. В 409 году узурпатор Приск Аттал назначил Лампадия префектом претория. О дальнейшей судьбе Постумия нет никаких сведений.
Когда в 408 году правитель готов Аларих I вторгся в Италию и потребовал у римлян выплатить 4 тысячи фунтов золота, то Стилихон уговорил сенат уступить его требованиям. Тогда некий Лампадий, «человек популярный и уважаемый, который прошептал по-латыни „Non est ista pax, sed pactio servitutis“, что означало: „Это рабство, а не мир“, был вынужден искать спасения в ближайшей христианской церкви, как только сенат был распущен, из страха за свою откровенность». Возможно, его следует идентифицировать с Постумием Лампадием.
Постумий Лампадий был патроном Капуи, где в его честь была возведена статуя с восхваляющей надписью.